# 179 Rezerwowa Dywizja Pancerna (III Rzesza)
179 Rezerwowa Dywizja Pancerna (niem. 179. Reserve-Panzer-Division) – niemiecka rezerwowa dywizja pancerna z okresu II wojny światowej.

## Historia
Dywizję utworzono 5 stycznia 1940 r. jako 179 Dywizję Zapasową (Division Nr. 179) w IX Okręgu Wojskowym, gdzie nadzorowała oddziały szkolne i przygotowywała uzupełnienia. 27 lutego 1942 r. zreorganizowano ją w jednostkę zmotoryzowaną (Division Nr. 179 (motorisiert)).
5 kwietnia 1943 r. dokonano kolejnej reorganizacji tworząc 179 Zapasową Dywizję Pancerną, którą 30 lipca 1943 przeniesiono do rejonu Laval w zachodniej Francji i jeszcze raz zmieniono nazwę na 179 Rezerwowa Dywizja Pancerna. Jednostka zajmowała się przygotowywaniem uzupełnień dla liniowych dywizji pancernych. 1 maja 1944 r. połączono ją z niedobitkami zniszczonej na froncie wschodnim 16 Dywizji Grenadierów Pancernych i utworzono 116 Dywizję Pancerną.

## Dowódcy
- gen. mjr Herbert Stimpel od 5 stycznia 1940,
- gen. por. Max Hartlieb od 20 czerwca 1940,
- gen. por. Walter von Boltenstern od 20 stycznia 1942[3].

## Skład dywizji
1943
- 1 rezerwowy batalion pancerny (Reserve-Panzer-Abteilung 1),
- 81 rezerwowy pułk grenadierów pancernych (Reserve-Panzer-Grenadier-Regiment 81),
- 29. rezerwowy zmotoryzowany pułk grenadierów (Reserve-Grenadier-Regiment 29),
- 29 rezerwowy batalion artylerii pancernej (Reserve-Artillerie-Abteilung 29),
- ponadto: batalion przeciwpancerny, batalion rozpoznawczy, batalion inżynieryjny, batalion łączności i dywizyjne oddziały zaopatrzeniowe[3].